# Yakitori

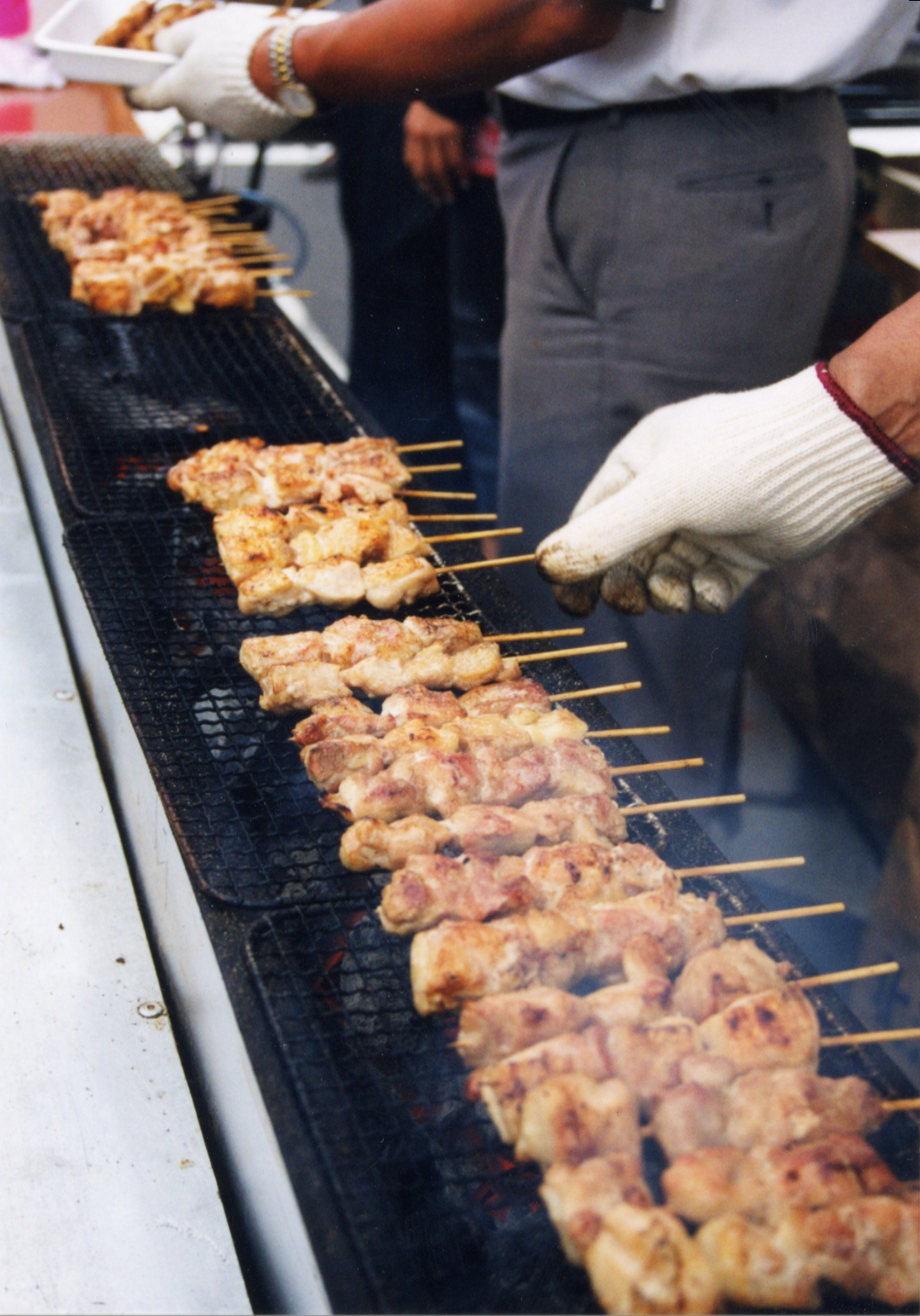
Yakitori sendo grelhado

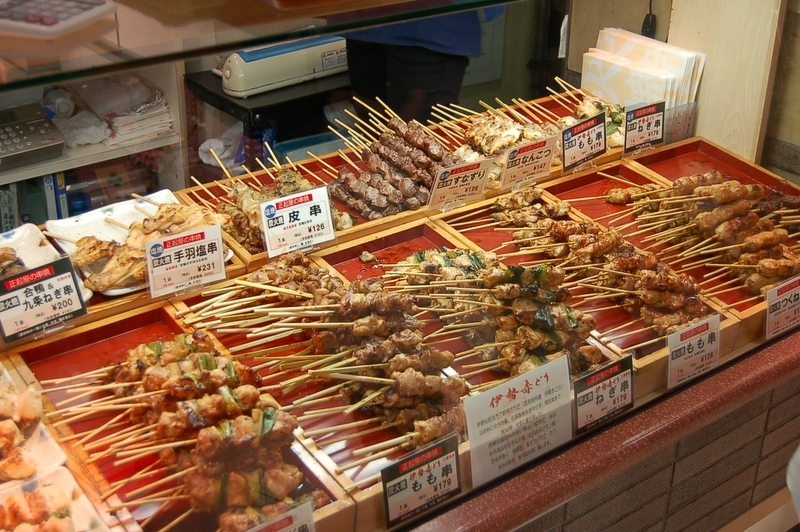
Alguns yakitoris em área de barracas de alimentação

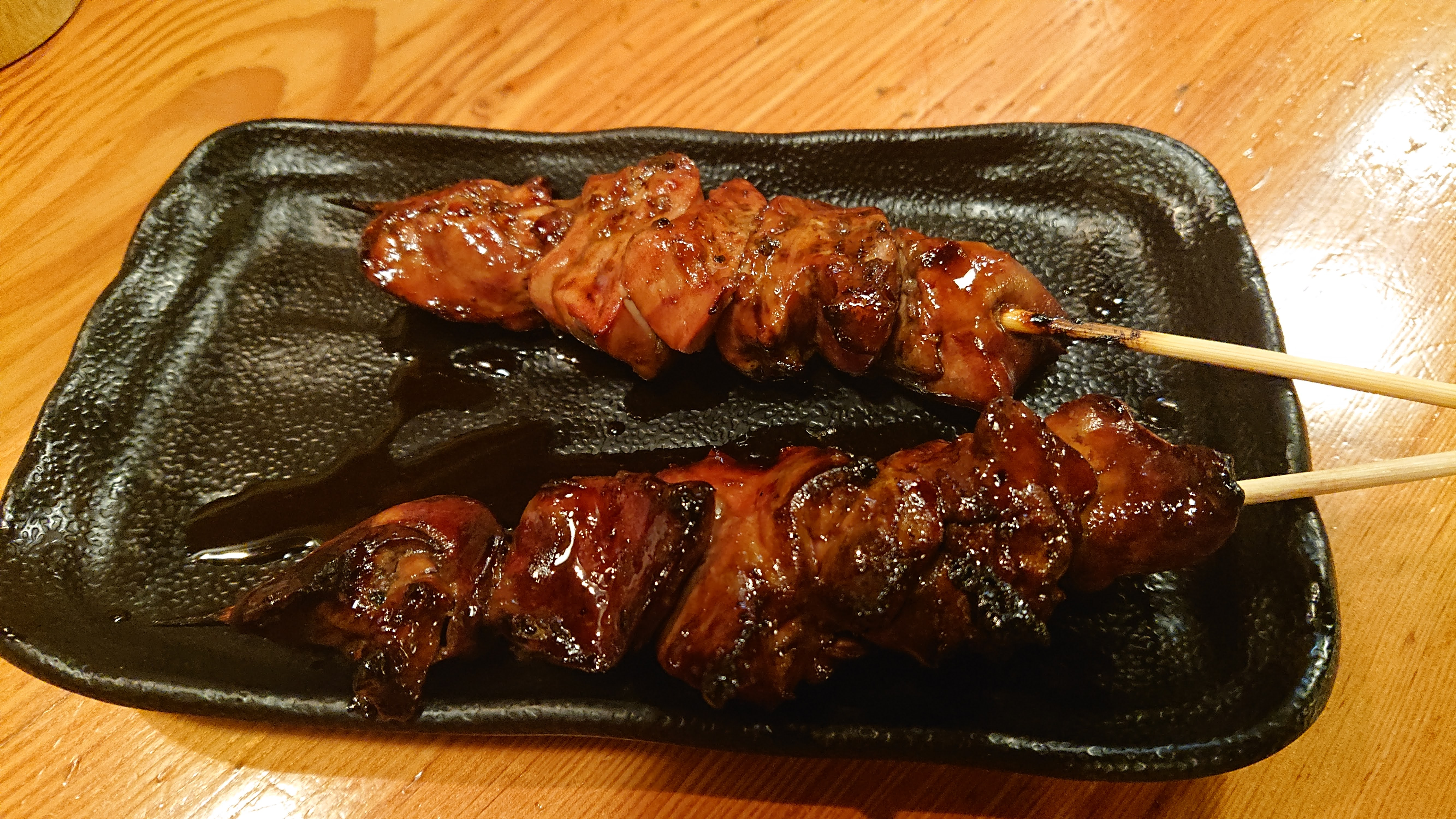

O Yakitori (焼き鳥, やきとり, ヤキトリ), frango grelhado, é um tipo japonês de frango no espeto. O termo "yakitori" pode também se referir a comidas no espeto em geral. O Kushiyaki (espeto grelhado) é um termo formal que abrange tanto aves como não-aves, no espeto e grelhados. Os termos yakitori e kushiyaki são usados como sinônimos na sociedade japonesa.
Os yakitori-ya são pequenos restaurantes ou barracas que grelham o yakitori no carvão para ser consumido junto com bebidas alcoólicas (geralmente cerveja ou shochu) durante a noite. Estes estabelecimentos são conhecidos por sua atmosfera informal e são lugares populares de reunião, particularmente para jovens e trabalhadores em seu caminho para casa. Em algumas partes do Japão, um grande número de yakitori-yas podem ser encontrados reunidos juntos em uma rua ou beco. Omoide-yokocho, em Shinjuku, Tóquio, é exemplo particularmente famoso. Ele é quase semelhante ao satay.

## Preparação
O yakitori é feito com alguns pedaços pequenos de carne de frango ou vísceras de frango, montado em espeto de bambu e grelhado sobre carvão binchotan.
Os clientes geralmente têm a escolha de o espeto ser temperado com sal (shio) ou molho tare, que é geralmente feito de mirin, saquê, molho de soja e açúcar. O molho é aplicado à carne no espeto que é grelhada até ficar cozida.
- momo (もも), coxa de frango
- "negima" (ねぎま), frango e cebolinha
- tsukune (つくね), almôndegas de frango
- (tori)kawa ((とり)かわ), pele de frango, grelhada até ficar crocante
- tebasaki (手羽先), asa de frango
- bonjiri (ぼんじり), cauda de frango
- shiro (シロ), intestino delgado de frango
- nankotsu (なんこつ), cartilagem de frango
- hāto / hatsu (ハート / ハツ) ou kokoro (こころ), coração de frango
- rebā (レバー), fígado
- sunagimo (砂肝) ou zuri (ずり), moela de frango
- toriniku, toda a carne branca no espeto

## Espetos não feitos de aves
Esses não são "yakitori" por si. É mais correto chamar tanto os yakitoris como esses espetos de "kushiyaki."
- ikada (筏) (lit. jangada), alho-poró, com dois espetos para prevenir a rotação

- gyūtan (牛タン), língua de boi, fatiada fina

- atsuage tōfu (厚揚げとうふ), variedade mais grossa de tofu frito

- enoki maki (エノキ巻き), cogumelos enoki enrolados em fatias de porco

- pīman (ピーマン), pimentão verde

- asuparabēkon (アスパラベーコン), aspargos enrolados em bacon

- butabara (豚ばら), barriga de porco

- ninniku (にんにく), alho

- shishito (獅子唐), pimenta japonesa